# Günther Friesinger

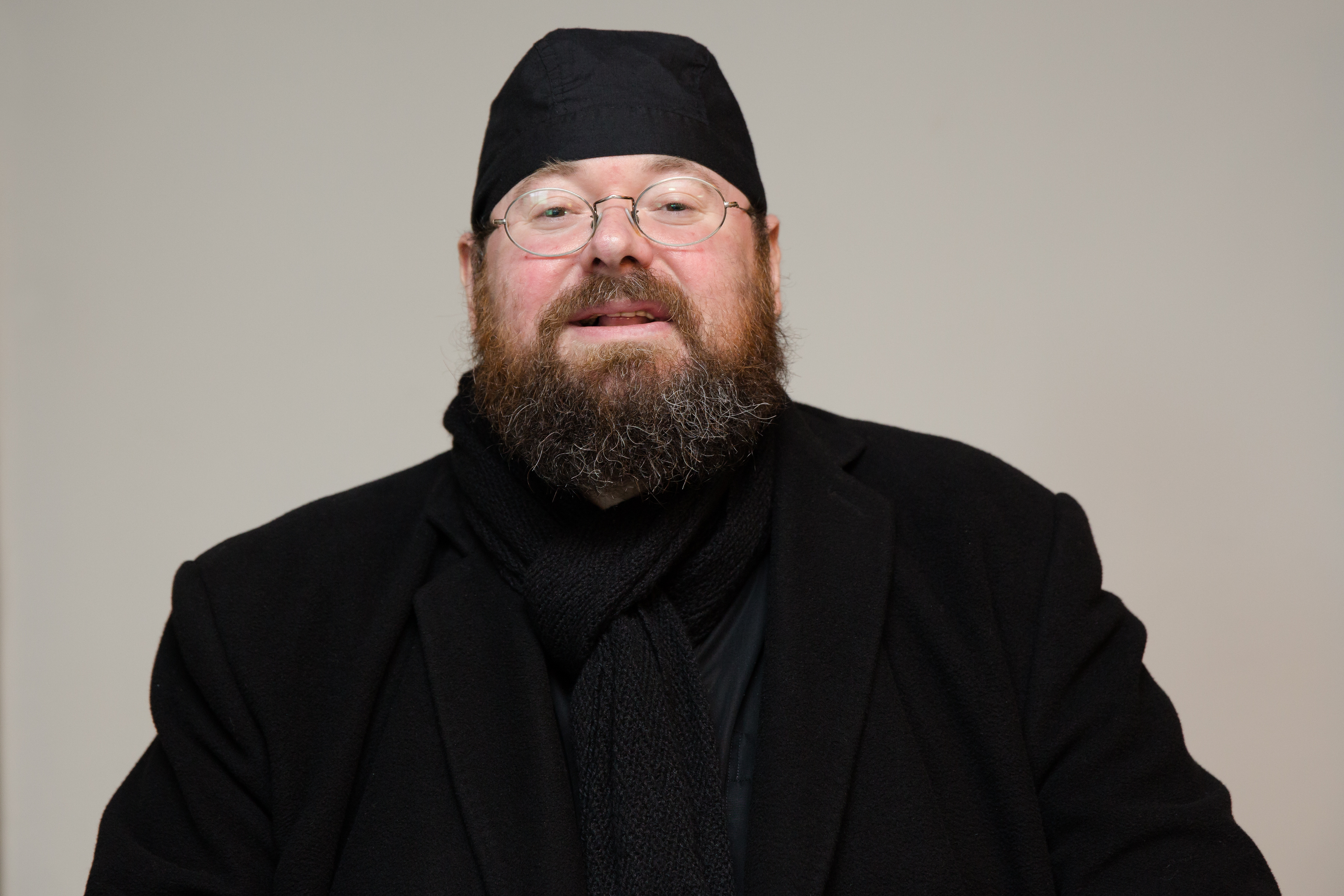
Günther Friesinger (2016)

Günther Friesinger (* 4. Mai 1973 in Graz) ist ein österreichischer Philosoph, freier Medienmacher, Künstler und Kurator.

## Wirken
Günther Friesinger arbeitet als Lektor an verschiedenen Universitäten, als Journalist für mehrere Radiostationen, ist Mitbetreiber des Projektbüros Team Teichenberg, entwickelt Audio- bzw. Streamingsoftware und ist außerdem Betreiber der Philosophischen Audiothek an der Universität Wien. Von 2005 bis 2009 war er Betriebsrat für das wissenschaftliche Personal an der Universität Wien. Seit 2006 ist er Vorsitzender des Quartiers für Digitale Kultur das im Wiener Museumsquartier angesiedelt ist und Leiter des paraflows - Festival für Digitale Kunst und Kulturen in Wien.
Er ist Mitglied der Kunst- und Theoriegruppe monochrom. In seinen theoretischen und praktischen Arbeiten beschäftigt er sich vorwiegend mit Themen wie: Digitale Kultur, Medienkunst, Medientheorie, Geistiges Eigentum, Urban Hacking, Urheberrecht, Datenschutz, Netzkultur und Konsumverweigerung.
2003 gründete er mit Helmut Neumann, Morgana Petrik und Dominik Sedivy die „Gesellschaft für Klangreihenmusik“ und das dazugehörige Institut für Klangreihenmusik. Vorrangiges Ziel ist die Erforschung und Dokumentation der dritten Wiener Zwölftonschule und die Förderung der Klangreihenkomposition (auch Klangreihenlehre, Klangreihenkompositions-Lehre).
Seit 2003 organisiert er in Österreich Veranstaltungen zum Internationalen Kauf-nix-Tag (Internationaler Buy-Nothing-Day). Durch einen 24-stündigen Konsumverzicht soll gegen ausbeuterische Produktions- und Handelsstrategien internationaler Konzerne und Finanzgruppen protestiert werden. Ein bewusstes, auf Nachhaltigkeit abzielendes Kaufverhalten jedes Einzelnen soll somit gefördert werden.
2004 war er Mitbegründer von netznetz.net in Wien. Dabei ging es einerseits um die Vernetzung von Wiener Netzkunst und -kulturinitiativen und die Entwicklung eines neuen Fördermodells für Netzkunst/ - kultur. Kern dieses Fördermodells ist der Grundgedanke, dass keine Kuratorin beziehungsweise kein Kurator und keine Jury Förderentscheidungen trifft. Adäquat zum Wesen der Netzkultur soll partizipatorisch und egalitär eine Auswahl getroffen werden. Ziele sind die Förderung eines plural ausgestalteten Sektors und eines kollaborativen Klimas zwischen den Akteurinnen und Akteuren.
2006 startete Friesinger das paraflows - Festival für Digitale Kunst und Kulturen in Wien. Ziel war eine Plattform für die lokale Szene der Medienkunst, Netzkunst, Digitale Kunst und Kultur, Medienaktivismus, Datenschutz und Game Culture zu schaffen. Friesinger ist seit 2006 Festivalleiter von paraflows.

## Kuratorische Tätigkeiten, Organisation von Festivals (Auswahl)
- Body music, Kunst im öffentlichen Raum. Graz/Österreich, 1997
- Quo Vadis Logo ?!. (Ausstellung, Museumsquartier), Wien/Österreich, mit Johannes Grenzfurthner, 2003
- Kauf Nix Tag / Buy Nothing Day, Wien/Österreich, 2003–
- Roböxotica. (Festival, Museumsquartier), Wien/Österreich, mit Johannes Grenzfurthner und Magnus Wurzer, 2003–
- Flash Exhibition, Kunst im öffentlichen Raum. Graz/Österreich, 2003–2005
- Udo 77 (Musical über Udo Proksch) Theater im Rabenhof, mit monochrom. Wien/Österreich, 2004–2005
- Demaelstromisation[10]. Festival „Leben in einem Denkmal“, Hall in Tirol/Österreich, 2005
- Experience the Experience!. Los Angeles: Machine Project, Vancouver: Contemporary Art Gallery, San Francisco: Rx Gallery, 2005
- Geburtstag des Kapitalismus[11]. Kunstverein Baden bei Wien/Österreich, mit Johannes Grenzfurthner, 2005
- bildet to-do-stapel!. Kunsthalle Exnergasse, Wien/Österreich, zusammen mit Johannes Grenzfurthner, 2005
- Sci Fi Stories. Museumsquartier, Wien/Österreich, 2006
- Mediamatik. (Festival, Museumsquartier), Wien/Österreich, mit Thomas Thurner, 2006–2008
- paraflows - Festival für digitale Kunst und Kulturen. Wien/Österreich, 2006–
- Arse Elektronika. (Festival) San Francisco/USA, mit Johannes Grenzfurthner, 2007–
- Internationales Jahr des Polytheismus. Toronto/Kanada; San Francisco/USA; Los Angeles/USA, 2007
- Re:AW: [Wir] Fwd: Loge etc / OTS-Auss.f.Ubernahme; oel / businessplan // WICHTIG; wer?, Galerie Bleich-Rossi / Vienna / Austria, 2007
- monochrom-klimatrainings-camp / HAU / Berlin / Deutschland, 2009
- Wer Wolf / Viertelfestival / Schönberg / Österreich, 2010
- Die waren früher auch mal besser. monochrom (1993-2013) / MUSA / Wien / Österreich, 2013

## Ausstellungsteilnahmen und Aktionen
- Netznetz.net, Festival of Net-Art, Künstlerhaus, Wien / Österreich 2004
- Arad-ii Miami Beach Crisis, Art Basel Miami Beach / USA, 2005
- videomedeja, Novi Sad / Serbien, 2006
- HAIP - Multimedia Festival of Open Technologies, Ljubljana / Slowenien, 2006, 2008
- arbeiten, Haus der Architektur Graz - Steirischer Herbst, Graz / Österreich, 2006
- 7. Werkleitz Biennale, Happy Believers, Halle / Deutschland, 2006
- Sinopale, Erste Sinop Biennale, Sinop / Türkei, 2006
- There’s Something Rotten In The State Of Argentinia / Transmediale 2006, Berlin / Deutschland, 2006
- WIR SIND WOANDERS #2 - European Art Festival, Hamburg / Deutschland, 2007
- Luksuz Film Festival, Krško / Slowenien, 2007
- file-2007, Sesi Gallery, São Paulo, Brasilien, 2007
- aniMOTION - European Animation Festival, Sibiu / Rumänien, 2007
- Miden - Video Art Festival, Kalamata / Griechenland, 2007
- Technology Myth Creative Summer Camp, 9th International Festival for New Media Culture, Riga / Lettland, 2007
- Simultan - Video and New Media Festival / Timișoara / Rumänien, 2007, 2008
- Unterspiel, Blackwood Gallery, Toronto / Kanada, 2007
- Touch me Festival / Zagreb / Kroatien, 2008
- Haip 08 Festival / Ljubljana / Slowenien, 2008
- Anna Kournikova deleted by memeright trusted system - Kunst im Zeitalter des geistigen Eigentums / hmkv / Dortmund / Deutschland, 2008
- The Influencers, Center for Contemporary Culture / Barcelona / Spanien, 2008
- Common History and its private Stories, Musa / Österreich / Österreich, 2009
- Subversivmesse / Linz 09 / Linz / Österreich, 2009
- Absolutely Free - Der Woodstock Effekt / Landesmuseum Joanneum / Graz / Österreich, 2009
- monochrom-klimatrainings-camp / The Model / Sligo / Irland, 2010
- A8 Richtung Wien / Platform3 - Räume für zeitgenössische Kunst / München / Deutschland, 2010
- It¹s a kind of magic! Mystifizierung und Demystifizierung im Kontext der Künstlerpublikation seit 1960 / Studienzentrums für Künstlerpublikationen in der Weserburg / Museum für Moderne Kunst / Bremen / Deutschland, 2010
- THE BIG PICTURE / Ars Electronica / Linz / Österreich, 2012

## Organisation von Konferenzen und Symposien
Konferenzen
- Geistiges Eigentum an digitalen Prozessen. Institut für Philosophie, Universität Wien. Zusammen mit Peter Schober, 2002
- Reichtum durch Copyleft - Kreativität im digitalen Zeitalter - 3. Oekonux-Konferenz. Institut für Philosophie, Universität Wien, 2004

Symposien
- Das Schöne Scheitern. Museumsquartier, Wien; mit Karin Harrasser, 2004
- Public Fictions - Roboter für (fast) alle. Museumsquartier, Wien; mit Karin Harrasser, 2005
- Spektakel-Kunst-Gesellschaft. Kunsthalle Exnergasse, Wien´; mit Johannes Grenzfurthner und Stephan Grigat, 2005
- Regulierungsträume - Kybernetik & Robotik als interdisziplinäre Universalwissenschaft. Museumsquartier, Wien; mit Jutta Weber, 2006
- The Nets beyond the Net. Semperdepot, Wien; mit Andreas Leo Findeisen, 2006
- Channels of Knowledge. Museumsquartier, Wien, 2006
- Geist in der Maschine. Museumsquartier, Wien; mit Thomas Ballhausen und Johannes Grenzfurthner, 2007
- Kopie - Plagiat - Fälschung. Museumsquartier, Wien; mit Paul Lohberger und Thomas Ballhausen, 2007
- Grenzflächen des Meeres. Museumsquartier, Wien; mit Karin Harrasser und Thomas Brandstetter, 2007
- Ambiente. Das Leben & seine Räume. Museumsquartier, Wien; mit Karin Harrasser und Thomas Brandstetter, 2008
- MIND AND MATTER. Comparative Approaches towards Complexity. Museumsquartier, Wien; mit Thomas Ballhausen und Johannes Grenzfurthner, 2010
- How to Make the World Work: Richard Buckminster Fuller World Game Lab. AzW, Wien; mit Enrique Guitart und Thomas Thurner, 2011
- Open. Dissect. Rebuild. Museumsquartier, Wien; mit Jana Herwig, 2012

## Publikationen
Herausgeberschaften
- Das Wesen der Tonalität, Herausgeber: Günther Friesinger, Helmut Neumann, Morgana Petrik und Dominik Sedivy, edition mono, Wien, 2006
- Spektakel - Kunst - Gesellschaft. Guy Debord und die Situationistische Internationale, Herausgeber: Günther Friesinger, Johannes Grenzfurthner und Stephan Grigat, Verbrecher Verlag, Berlin, 2006[12]
- Quo Vadis Logo!?, Herausgeber: Günther Friesinger und Johannes Grenzfurthner, edition mono, Wien, 2006
- pr0nnovation? Pornography and Technological Innovation, Herausgeber: Günther Friesinger, Johannes Grenzfurthner und Daniel Fabry, RE/Search Publications, San Francisco, 2008
- Roboexotica, Herausgeber: Günther Friesinger, Magnus Wurzer, Johannes Grenzfurthner, Franz Ablinger und Chris Veigl, edition mono, Wien, 2008
- Die Leiden der Neuen Musik, Herausgeber: Günther Friesinger, Helmut Neumann, Morgana Petrik und Dominik Sedivy, edition mono, Wien, 2009
- Public Fictions. Wie man Roboter und Menschen erfindet, Herausgeber: Günther Friesinger und Karin Harrasser, Studienverlag, Innsbruck, 2009
- Do Androids Sleep with Electric Sheep?, Herausgeber: Günther Friesinger, Johannes Grenzfurthner, Daniel Fabry und Thomas Ballhausen, RE/Search Publications, San Francisco, 2009
- Grenzflächen des Meeres, Herausgeber: Günther Friesinger, Thomas Brandstetter und Karin Harrasser, Turia & Kant, Wien, 2010
- Schutzverletzungen - Legitimation medialer Gewalt, Herausgeber: Günther Friesinger, Thomas Ballhausen und Johannes Grenzfurthner, Verbrecher Verlag, Berlin, 2010
- Ambiente. Das Leben und seine Räume, Herausgeber: Günther Friesinger, Thomas Brandstetter und Karin Harrasser, Turia & Kant, Wien, 2010
- ZukunftsWebBuch 2010: Chancen und Risiken des Web 3.0, Herausgeber: Günther Friesinger, Marion Fuglewicz-Bren, Martin Kaltenböck und Thomas Thurner, edition mono, Wien, 2010
- Innovationspreis 2010 der freien Kulturszene Wiens, Herausgeber: IG Kultur Wien, Irmgard Almer, Günther Friesinger, edition mono, Wien, 2010
- Urban Hacking: Cultural Jamming Strategies in the Risky Spaces of Modernity, Herausgeber: Günther Friesinger, Johannes Grenzfurthner, Thomas Ballhausen, Transcript, Bielefeld, 2010
- Geist in der Maschine. Medien, Prozesse und Räume der Kybernetik, Herausgeber: Günther Friesinger, Thomas Ballhausen und Johannes Grenzfurthner, Verena Bauer, Turia & Kant, Wien, 2010
- Geistiges Eigentum und Originalität. Zur Politik der Wissens- und Kulturproduktion, Herausgeber: Odin Kroeger, Günther Friesinger, Paul Lohberger, Eberhard Ortland, Turia & Kant, Wien, 2011
- Zeigerpointer. Die wunderbare Welt der Abwesenheit, Herausgeber: Günther Friesinger, Daniel Fabry, Johannes Grenzfurthner, edition mono, Wien, 2011
- Of Intercourse and Intracourse. Sexuality, Biomodification and the Techno-Social Sphere, Herausgeber: Johannes Grenzfurthner, Günther Friesinger und Daniel Fabry, RE/Search Publications, San Francisco, 2011
- Mind and Matter: Comparative Approaches towards Complexity, Herausgeber: Günther Friesinger, Johannes Grenzfurthner, Thomas Ballhausen, Transcript, Bielefeld, 2011
- Serial Composition and Tonality. An Introduction to the Music of Hauer and Steinbauer, Herausgeber: Günther Friesinger, Helmut Neumann, Dominik Sedivy, edition mono, Wien, 2011
- Context Hacking: How to Mess with Art, Media, Law and the Market, Herausgeber: Günther Friesinger, Johannes Grenzfurthner, Frank Apunkt Schneider, edition mono, Wien, 2013
- Zwischentöne. Positionen zur Musik, Herausgeber: Günther Friesinger, Helmut Neumann, edition mono, Wien, 2013
- Screw the System: Explorations of Spaces, Games and Politics through Sexuality and Technology, Herausgeber: Johannes Grenzfurthner, Günther Friesinger und Daniel Fabry, RE/Search Publications, San Francisco, 2013
- The Next Cyborg, Herausgeber: Günther Friesinger, Judith Schossböck, edition mono, Wien, 2014
- The Art of Reverse Engineering: Open - Dissect - Rebuild, Herausgeber: Günther Friesinger, Jana Herwig, Transcript, Bielefeld, 2014

Zeitschriften- und Buchreihen
- Sonne Busen Hammer 16 / monochrom #24, Herausgeber: Günther Friesinger, Franz Ablinger und Johannes Grenzfurthner, edition mono, Wien, 2006
- Sonne Busen Hammer 17 / monochrom #25, Herausgeber: Günther Friesinger, Franz Ablinger und Johannes Grenzfurthner, edition mono, Wien, 2007
- paraflows, Herausgeber: Günther Friesinger, edition mono, 2006, 2007, 2008, 2009, 2010, 2011, 2012, 2013, 2014
- monochrom #26-34: Ye Olde Self-Referentiality , Herausgeber: Günther Friesinger, Johannes Grenzfurthner, Daniel Fabry und Franz Ablinger, edition mono, Wien, 2010
- Sonne Busen Hammer 18 / monochrom #35, Herausgeber: Günther Friesinger, Anika Kronberger, Frank Apunkt Schneider, edition mono, Wien, 2014

## Diskografie
Studioalben
- Geburtstag des Kapitalismus, 2005
- Carefully Selected Moments, 2008

Musicals
- Udo 77, 2004

Als Produzent
- Hello World!, Krach der Roboter, Label monochrom, 2009

## Awards
- Radiopreis der Erwachsenenbildung, Sparte Experimentelles, 2002
- Nestroy-Theaterpreis (Wien) für 'Udo 77' (gemeinsam mit 'The Great Television Swindle' von maschek und 'Freundschaft' von Steinhauer und Henning; Rabenhof-Spielzeit 2004), 2005
- Coca Cola Light Art Edition (Lord Jim Loge powered by monochrom), 2006
- Videomedeja Awards, Special Mention (Novi Sad, Serbien) in der Kategorie Net/Software für „Sowjet-Unterzögersdorf/Sektor 1/Das Adventure Game“, 2006
- aniMOTION Award, Honorary Mention (Sibiu, Rumänien) in der Kategorie Interactive Tales für „Sowjet-Unterzögersdorf/Sektor 1/Das Adventure Game“, 2007
- MEDIA FORUM/Moscow International Film Festival, Jury Special Mention (Moskau, Russland) für „Voids Foaming Ebb“, 2008
- Artist in Residence ORF III, 2013
- FWF-Kunstpreis, Fonds zur Förderung der wissenschaftlichen Forschung, 2013
- Förderungspreis der Stadt Wien für Volksbildung, 2013
- Bank Austria Kunstpreis, Preis der Jury, 2013
- Best Foreign Horror Feature, Indie Gathering International Film Festival 2014, für Die Gstettensaga: The Rise of Echsenfriedl
- Best Hacker Feature, PhutureCon Festival 2014, für Die Gstettensaga: The Rise of Echsenfriedl
- Best Foreign Cult Movie, Fright Night Film Fest 2014, für Die Gstettensaga: The Rise of Echsenfriedl
- Best Narrative Feature, Maker Film Festival 2014, für Die Gstettensaga: The Rise of Echsenfriedl
- Award of Merit, The Indie Fest 2014, für Die Gstettensaga: The Rise of Echsenfriedl
- Best Documentary Newcomer, IAFOR International Documentary Film Awards, 2014 für A Place for Everyone